# Pedro Francisco de Uriarte
Pedro Francisco de Uriarte, né à Santiago del Estero dans la Vice-royauté du Pérou (plus tard scindée en Vice-royauté du Río de la Plata) le 29 juin 1758, mort à Loreto dans la Confédération argentine le 30 août 1839, est un prêtre catholique et homme politique contemporain de l'indépendance des États hispano-américains et des guerres civiles argentines. Il est un des signataires de la déclaration d'indépendance argentine au Congrès de Tucumán le 9 juillet 1816.

## Biographie

### Origines et premières années
Pedro Francisco de Uriarte naît le 29 juin 1758 à Santiago del Estero. Il est le fils 
de l'immigrant espagnol Juan José de Uriarte et de Bernarda Gregoria de Ledesma.
Resté orphelin de père, il étudie à l'école de l'ordre franciscain puis à l'université de Córdoba. En 1780-1781, Ángel Mariano Moscoso, évêque de Córdoba, diocèse dont dépend Santiago del Estero, mobilise des hommes et des ressources pour combattre la révolte indienne de Túpac Amaru II, descendant des empereurs incas.
Pedro Francisco de Uriarte gagne un doctorat en droit canon et est ordonné prêtre en 1783. Il va  s'établir à Buenos Aires où il entre dans la confrérie dirigée par María Antonia de Paz y Figueroa. En 1787, il entre dans le Tiers-Ordre franciscain.
En 1793, il est désigné comme le premier curé de la nouvelle paroisse de Loreto. Il exerce dans une chapelle construite dans l'estancia de sa grand-mère Catalina Bravo de Zamora. En 1802, Ángel Mariano Moscoso, évêque de Córdoba del Tucumán, le choisit comme vicaire épiscopal de Santiago del Estero. La province de Santiago del Estero est, avec 40 500 habitants, la troisième plus peuplée de la vice-royauté du Río de la Plata après Buenos Aires et Córdoba mais elle est essentiellement rurale : sa capitale n'arrive qu'au 11e rang des villes du pays.

### Le temps de l'indépendance
Les provinces du Río de la Plata sont alors confrontées à de multiples dangers. L'Espagne, alliée de la France napoléonienne, se trouve entraînée dans la guerre contre le Royaume-Uni. Après le désastre de la flotte combinée franco-espagnole à la bataille de Trafalgar (21 octobre 1805), les colonies sud-américaines sont pratiquement coupées de la métropole ; elles sont ouvertes au commerce étranger, surtout britannique. Les Britanniques, en 1806 et 1807, mènent deux expéditions pour s'emparer du Río de la Plata : ils sont repoussés par les forces locales aidées par des contingents de l'intendance de Tucumán qui comprend Santiago del Estero. En 1806, les troupes de Córdoba de Tucumán font 200 prisonniers britanniques (en), celles de Santiago une centaine, celles de San Luis une cinquantaine comme celles de Catamarca : ils passent une année en captivité aux frais des villes dans des conditions qui semblent avoir été assez douces.
En 1809, Napoléon détrône les deux rois d'Espagne, Charles IV et Ferdinand VII : pendant que la métropole résiste à l'occupation napoléonienne, les colonies se gouvernent de plus en plus par elles-mêmes. Lors de la révolution de Mai (25 mai 1810), Buenos Aires se révolte contre l'autorité du vice-roi Baltasar Hidalgo de Cisneros : Juan Antonio Gutierrez de la Concha, gouverneur de l'intendance de Tucumán, appelle les cités de l'intendance à ne pas obéir à la Junte révolutionnaire (renommée après coup « première Junte »). Devant l'avance des troupes de la Junte, Guttiérez de la Concha part vers le nord avec Rodrigo de Orellana, évêque de Córdoba, et le général Jacques de Liniers, vice-roi du Río de la Plata, pour aller à la rencontre des renforts envoyés par le vice-roi du Pérou : ils sont rattrapés par les révolutionnaires, Guttiérez et Liniers sont fusillés le 26 août 1810 et l'évêque, après avoir confessé les condamnés, est envoyé en prison ; il ne retrouvera son évêché qu'en février 1812.
Le 9 décembre 1810, Pedro Francisco de Uriarte est élu par le Cabildo municipal comme député de Santiago del Estero à la Grande Junte réunie à Buenos Aires : il soutient financièrement la cause patriotique et se montre désintéressé au point de rembourser au Cabildo ses frais de mission. En 1812, Uriarte et la paroisse de Loreto apportent des secours au général Manuel Belgrano et à l'armée indépendantiste qui viennent de subir une grave défaite contre les royalistes.
Le 3 avril 1815 ou, selon une autre source, en octobre 1815, Uriarte est, avec un autre prêtre, Pedro León Díaz Gallo (es), un des deux représentants envoyés par Santiago del Estero au Congrès de Tucumán qui, le 9 juillet 1816, proclame l'indépendance des Provinces-Unies du Río de la Plata. À l'approche de la soixantaine, il est un des deux membres les plus âgés du Congrès. Il entre dans la commission qui rédige le règlement du Directoire suprême. En 1817, le Congrès est transféré à Buenos Aires : Pedro Francisco de Uriarte est choisi comme vice-président. En 1818, il propose une redistribution des terres qui préfigure la loi de colonisation (es) destinée à favoriser l'immigration européenne,.
Les congressistes sont divisés sur la forme du nouveau régime. Le général Manuel Belgrano, commandant de l'armée indépendantiste, est favorable à une monarchie constitutionnelle. Certains députés voudraient offrir le trône à un descendant des empereurs incas, d'autres à un membre d'une famille royale européenne. Le directeur suprême Juan Martín de Pueyrredón envoie une mission en France auprès de Louis XVIII, chef de la maison de Bourbon, qui soutient la candidature du jeune Charles de Bourbon-Parme, duc de Lucques, à la fois neveu de Ferdinand VII par sa mère Marie-Louise d'Étrurie et parent à divers degrés des Bourbon de France et des Habsbourg d'Autriche,. Uriarte se prononce contre la candidature du duc de Lucques. Par la suite, il contribue à la rédaction de la Constitution de 1819.
En 1820, Manuel de Sarratea, gouverneur de Buenos Aires, allié avec les gouverneurs fédéralistes, dissout le Congrès et ordonne l'arrestation d'Uriarte et d'autres députés, accusés d'avoir voulu livrer la patrie à une puissance étrangère. Sarratea est renversé au bout de quelques semaines et le nouveau gouverneur Ildefonso Ramos Mexía libère les députés arrêtés.

### Dernières années
Cependant, Santiago del Estero a proclamé son autonomie par rapport à la province de Tucumán. Juan Felipe Ibarra, commandant de la garnison locale, est élu gouverneur et se trouve aussitôt en guerre contre Tucumán. Uriarte préfère s'éloigner de la vie politique et retourner à sa paroisse de Loreto.
En 1824-1825, Uriarte est admis comme tertiaire de l'Ordre de Santiago. En 1830, il est arrêté par ordre du gouverneur Ibarra et relégué à El Bracho dans le Chaco. Il finit par en sortir en payant une forte somme d'argent.
Il meurt le 30 août 1839, à l'âge de 81 ans, alors qu'il célébrait la messe en l'honneur de sainte Rose de Lima. Il est inhumé dans l'église de Loreto.

Images du temps de l'indépendance
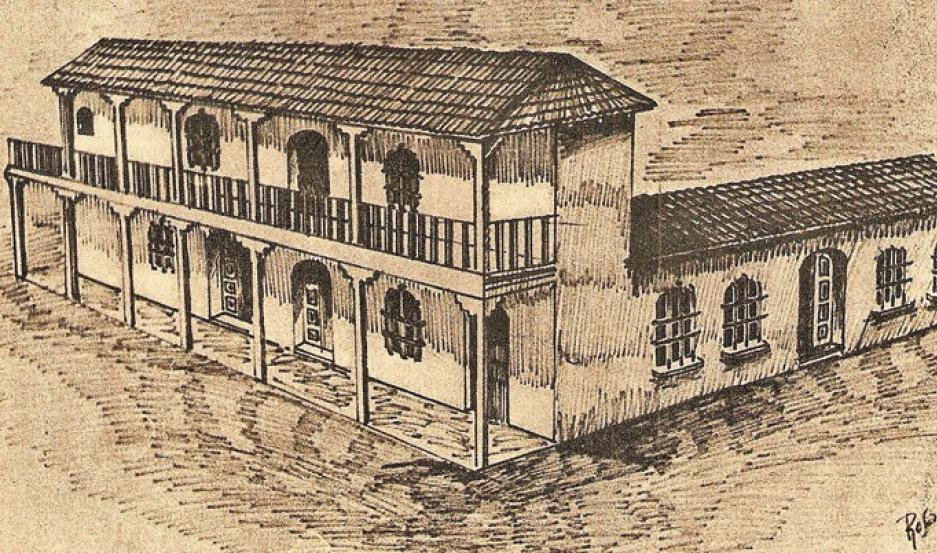
Cabildo (conseil provincial) de Santiago del Estero au 18e s.
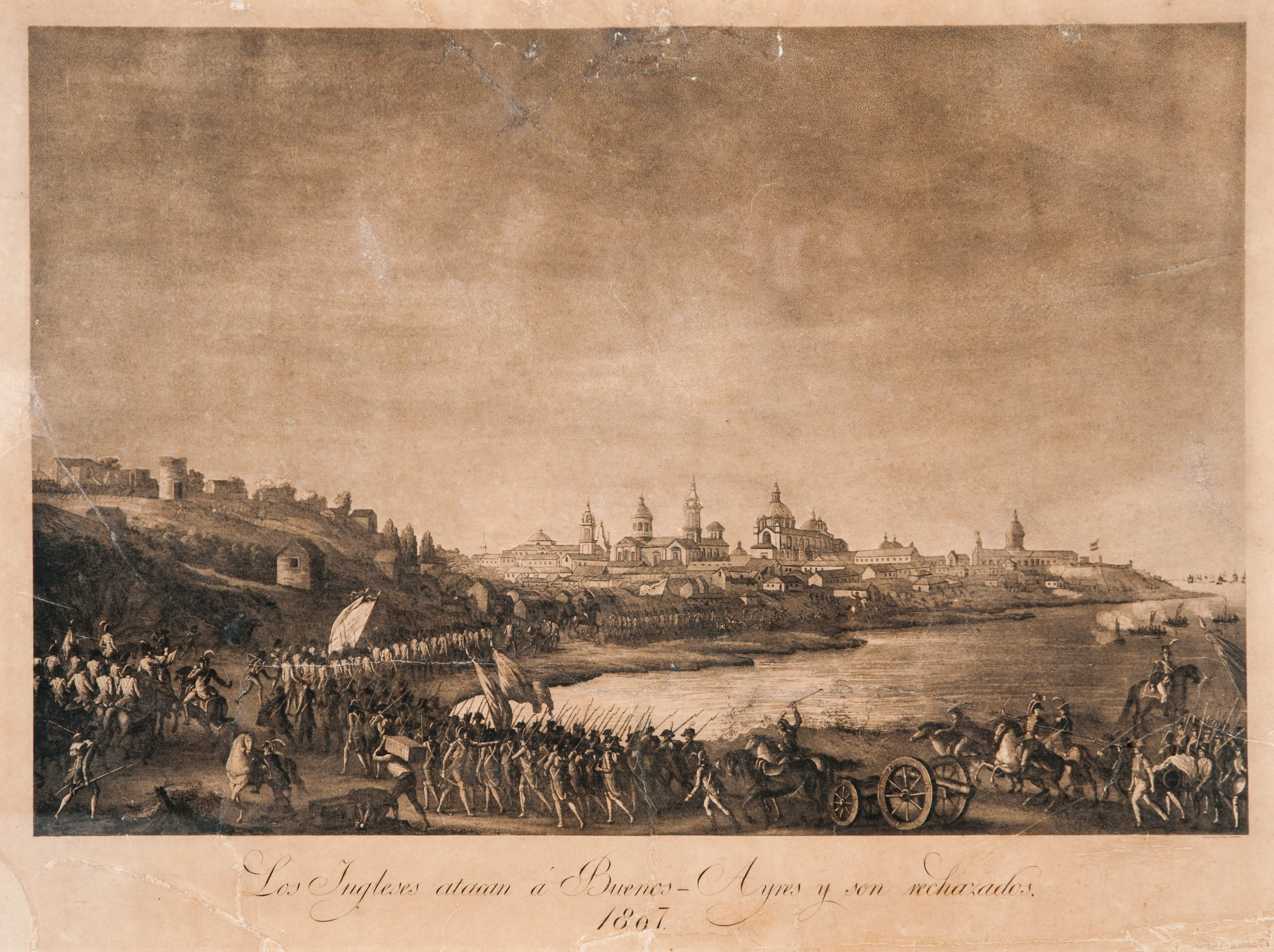
Les Britanniques attaquent Buenos Aires et sont repoussés, dessin de 1807.
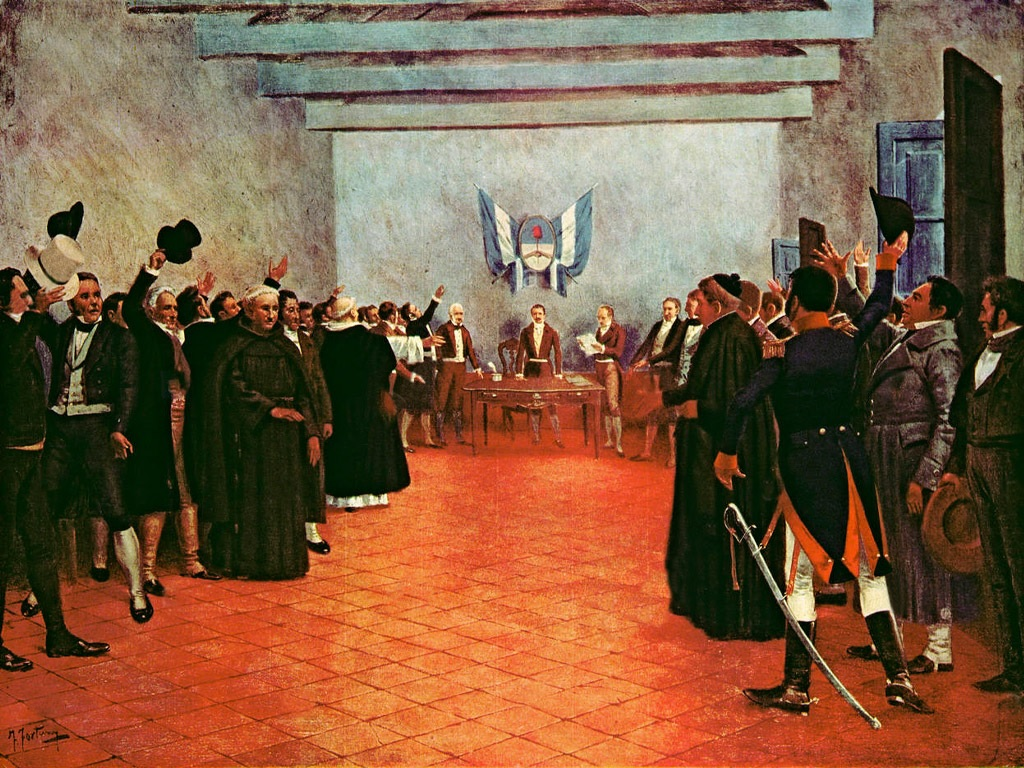
Le Congrès de Tucumán, peinture de Francisco Fortuny, 1910.